# 5642 Bobbywilliams
Az 5642 Bobbywilliams (ideiglenes jelöléssel 1990 OK1) egy marsközeli kisbolygó. Henry Holt fedezte fel 1990. július 27-én.